# Caste
Pour les articles homonymes, voir Caste (homonymie).
Une caste est un groupe social hiérarchisé, endogame, héréditaire et fixe, dans lequel un individu naît au sein d'un système particulier de stratification sociale : un système de castes.
La notion de caste est à distinguer de celle de tribu, de clan ou d'ethnie dont elle est parfois une sous-division.

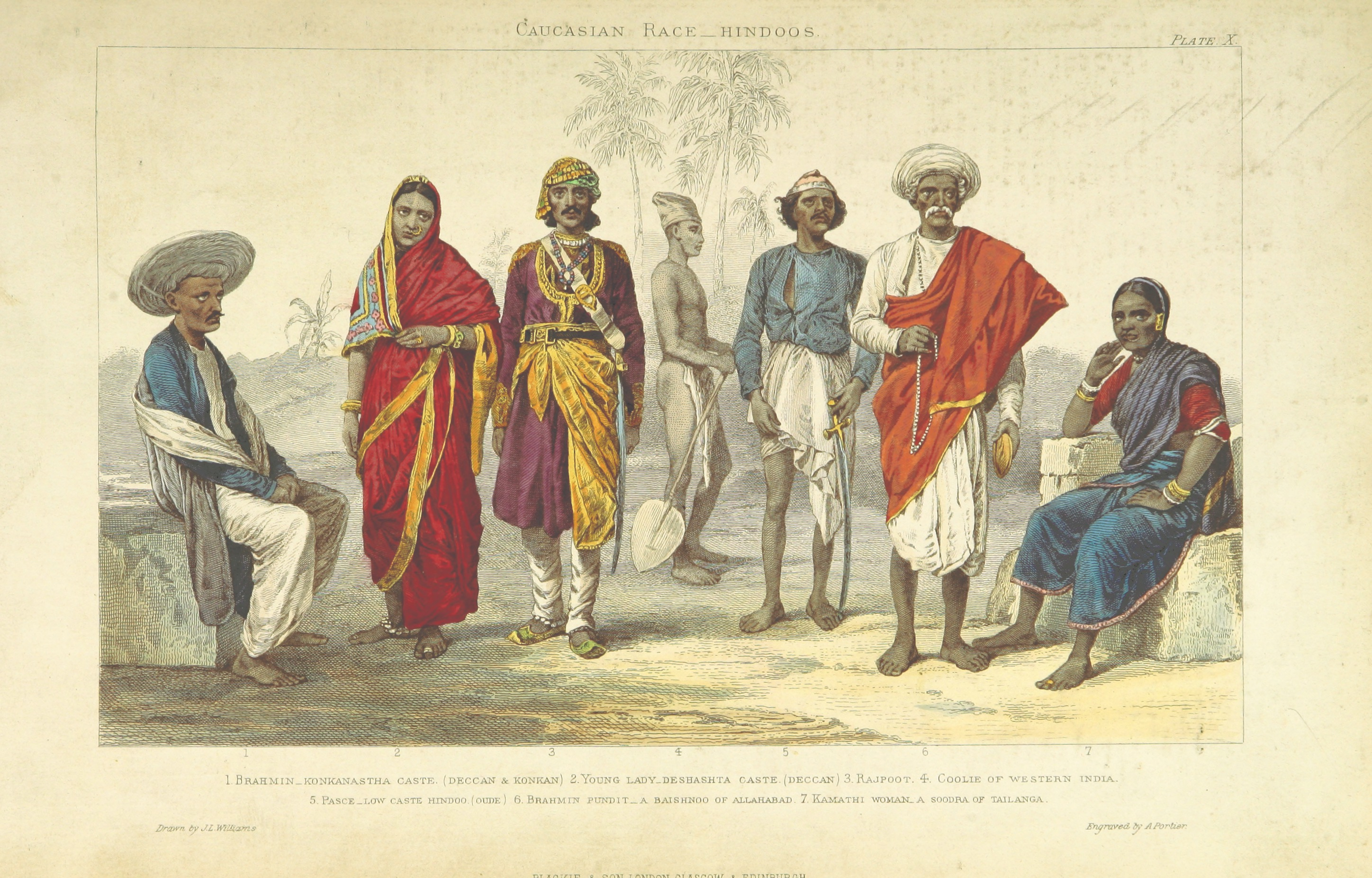
Représentation britannique de différentes castes hindoues en 1874.

## Étymologie
Le mot vient du portugais casta, qui signifie lignée, race, voire engeance, ainsi que rang social. On dit, par exemple, « de boa casta » ou « de má casta ».  Plus récemment le mot est usité surtout dans le sens de cépage : « casta de uva ». Casta signifiait originellement pur, non mélangé , à rapprocher du français « chaste ».
Plusieurs sociétés asiatiques ou africaines (Peuls, Soninkés, Diakhanké, Zarmas, Toucouleurs, Khassonkés) sont structurées par un système de castes, le cas indien étant le plus souvent étudié.

## Asie
- Bali : Système de castes balinais
- Chine : le système hùjí  avec son hùkǒu – sorte de passeport qui conditionne l'accès et la tarification des écoles et des autres services – a été assimilé à une sorte de système de castes[1] .
- De même que le système  Songbun  de Corée du Nord qui classe les individus selon leur mérite.
- Inde : Système de castes en Inde, Histoire du système de castes en Inde (en)
- Japon : Castes japonaises du Ritsuryō, société japonaise à l'époque d'Edo, samourai
- Népal : Système de castes au Népal (en)
- Pakistan : Système de castes des musulmans de l'Asie de Sud-Est (en)
- Sri Lanka : Système de castes au Sri-Lanka (en)

## Hors Asie
- Afrique : Castes en Afrique

- Europe : France : Système de castes en France[2]
- Aux États-Unis d'Amérique[3], la société conserve les stigmates de la discrimination sociale mise en place au moment de l’esclavage
- En Amérique Latine, la société conserve les stigmates du système de castes élaboré à l’époque coloniale vis-à-vis des esclaves noirs et des autochtones amérindiens.